# Saint-André-en-Vivarais
Saint-André-en-Vivarais är en kommun i departementet Ardèche i regionen Auvergne-Rhône-Alpes i sydöstra Frankrike. Kommunen ligger  i kantonen Saint-Agrève som ligger i arrondissementet Tournon-sur-Rhône. År 2022 hade Saint-André-en-Vivarais 211 invånare.

## Befolkningsutveckling
Antalet invånare i kommunen Saint-André-en-Vivarais
Referens: INSEE